# Kirjat Arba

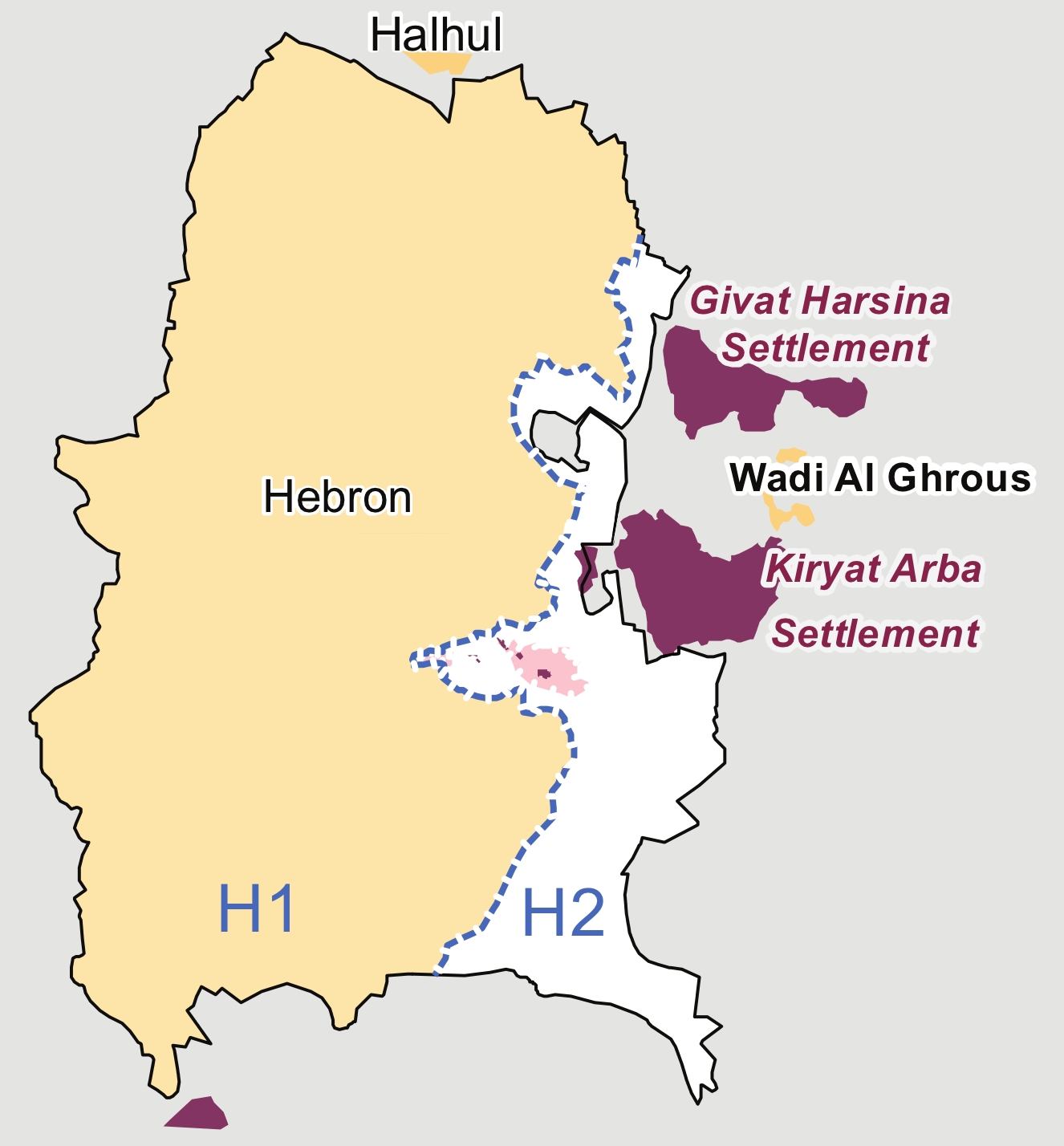
Lage Kirjat Arbas

Kirjat Arba (Stadt der Vier, hebräisch קריית ארבע) ist eine israelische Siedlung im Westjordanland. Sie liegt am Stadtrand von Hebron, rund 40 Kilometer südlich von Jerusalem. Die Siedlung wurde 1970 von jüdischen Siedlern unmittelbar östlich von Hebron auf einer verlassenen Militärbasis gegründet. Die ersten 120 der heute 7.486 Bewohner (Stand: Januar 2022) zogen 1971 in die ersten Häuser ein. Ende 2016 betrug die Einwohnerzahl 7.272. Weitere rund 3000 Israelis leben in mehreren kleineren Siedlungen in der Umgebung; z. B. Bet Chaggai im Süden oder Giv'at Charsina im Osten von Hebron.
Der Bürgermeister von Kirjat Arba ist Eliyahu Libman.
Da Kirjat Arba als Vorort von Hebron gesehen werden kann, werden bevölkerungsstatistisch die jüdischen Siedler, die in den winzigen jüdischen Enklaven in Hebron leben, auch zu Kirjat Arba gezählt. Sie gelten als der harte Kern der radikalen Siedlerbewegung, die unter Berufung auf das biblische Eretz Israel das mehrheitlich von Palästinensern bewohnte Westjordanland beanspruchen.

## Geschichte

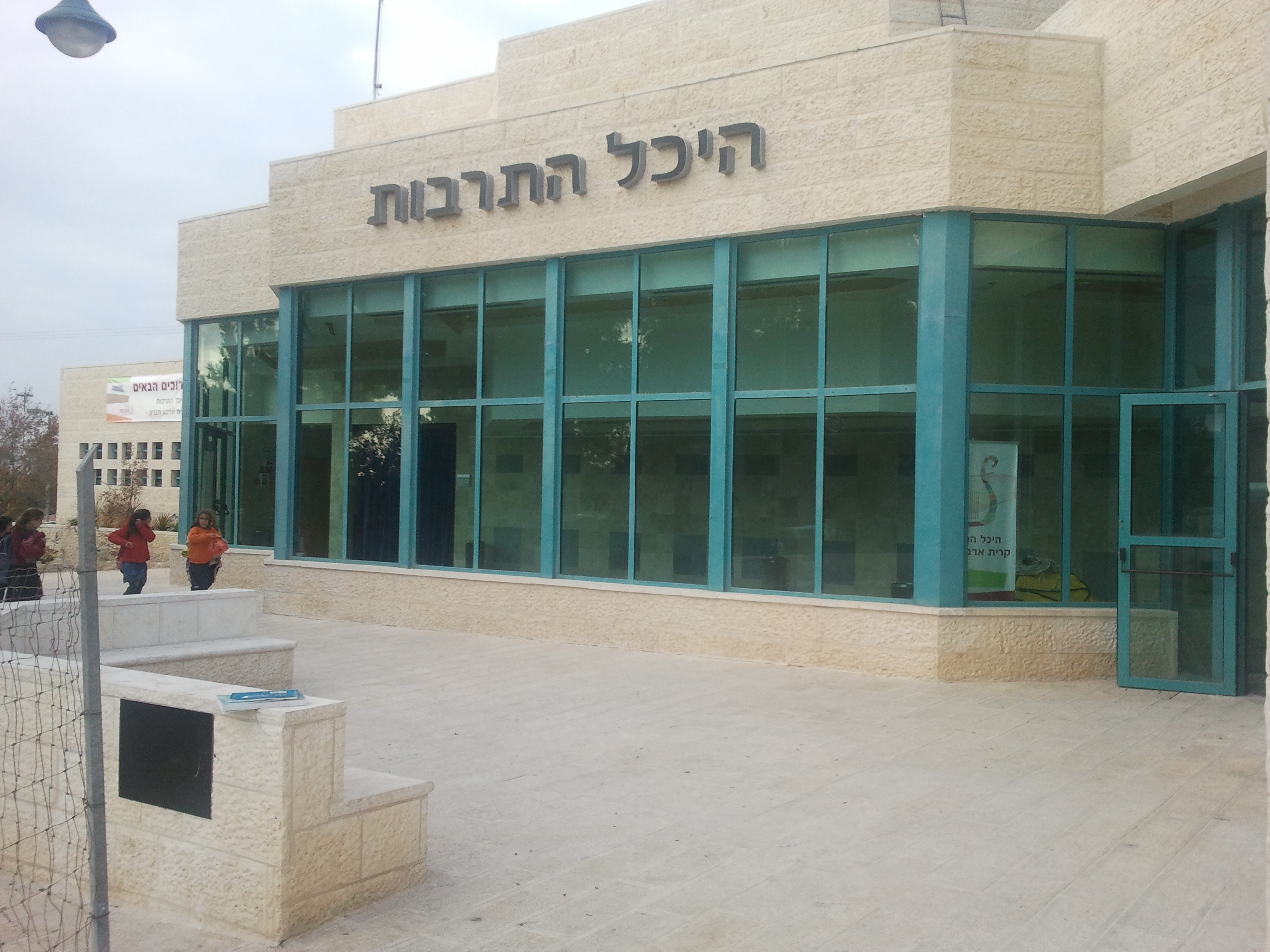
Kulturzentrum

Die Tora enthält den Begriff Kirjat Arba als alte Bezeichnung Hebrons (Genesis 23,2). Dort wird Kirjat Arba als Stadt des Stammes Juda beschrieben, in der Abraham und David gewirkt haben. Die heutigen jüdischen Siedler sehen sich dieser Tradition verpflichtet und leiten daraus die religiöse Bedeutung Hebrons und die Begründung der Siedlung Kirjat Arba ab.
Nachdem jahrhundertelang Araber und Juden gemeinsam in Hebron lebten, wurden am 23. August 1929 67 jüdische Einwohner der Stadt im organisierten Massaker von Hebron ermordet, die überlebenden Juden flohen aus Hebron. Die Rabbiner Mosche Levinger und Eliezer Waldmann wollten nach dem Sechstagekrieg die jüdische Präsenz in Hebron erneuern. Zum Pessach-Fest 1968 zog Levinger mit 87 Anhängern und Verwandten in das Park Hotel von Hebron. Zwei Tage später verkündete er, die Gruppe beabsichtige in Hebron zu bleiben, um eine jüdische Präsenz in Hebron zu erzwingen. Verteidigungsminister Mosche Dajan wollte die Siedler entfernen und schlug eine nahe gelegene Militärbasis als Siedlungsort vor. Nach Verhandlungen zwischen Levinger und der von der Arbeitspartei Avoda geführten Regierung wurde die Siedlung Kirjat Arba 1970 im Osten von Hebron auf dem Gelände einer ehemaligen Militärbasis gegründet.
Baruch Goldstein, der am 25. Februar 1994 das Massaker in der Abrahamsmoschee in Hebron verübte, lebte in Kirjat Arba. Er war 15 Jahren zuvor aus New York-Brooklyn nach Israel übergesiedelt und ließ er sich "aus ideologischen Gründen" am Stadtrand von Hebron in Kirjat Arba nieder. Der Attentäter war ein Anhänger der ultrarechten Kach-Extremisten.
Im September 2011 wurde in Kirjat Arba ein Kulturhaus eingeweiht, was Proteste von israelischen Künstlern und Intellektuellen provozierte, die an einem Ort, bei dem so viele Dinge mit meiner Lebensauffassung kollidieren, nicht auf die Bühne gehen wollen (Schauspieler Rami Baruch).

### Bevölkerungsentwicklung
| Jahr                                           | Einwohner | Steigerung |
| ---------------------------------------------- | --------- | ---------- |
| 1980                                           | 3.000     | –          |
| 1981                                           | 3.100     | + 3,33 %   |
| 1982                                           | 3.340     | + 7,74 %   |
| 1983                                           | 3.080     | - 7,79 %   |
| 1984                                           | 3.540     | +14,93 %   |
| 1985                                           | 3.670     | + 3,67 %   |
| 1986                                           | 3.600     | - 1,91 %   |
| 1987                                           | 3.700     | + 2,77 %   |
| 1988                                           | 3.750     | + 1,35 %   |
| 1989                                           | 3.870     | + 3,20 %   |
| 1990                                           | 4.290     | +10,85 %   |
| 1991                                           | 4.670     | + 8,85 %   |
| 1992                                           | 4.910     | + 5,13 %   |
| 1993                                           | 5.070     | + 3,25 %   |
| 1994                                           | 5.120     | + 0,98 %   |
| 1995                                           | 5.220     | + 1,95 %   |
| 1996                                           | 5.810     | +11,30 %   |
| 1997                                           | 6.030     | + 3,78 %   |
| 1998                                           | 6.190     | + 2,65 %   |
| 1999                                           | 6.240     | + 0,80 %   |
| 2000                                           | 6.380     | + 2,24 %   |
| 2001                                           | 6.440     | + 0,94 %   |
| 2002                                           | 6.580     | + 2,17 %   |
| 2003                                           | 6.605     | + 0,37 %   |
| 2004                                           | 6.651     | + 0,69 %   |
| 2005                                           | 6.8001    | + 2,4 %1   |
| 2006                                           | –         | –          |
| Quelle: Israelisches Zentralbüro für Statistik |           |            |